# Yupia
Yupia (o Upia) è un villaggio dell'India di 721 abitanti, capoluogo del distretto di Papum Pare, nello stato federato dell'Arunachal Pradesh.

## Geografia fisica
La città è situata a 27° 10' 09 N e 93° 44' 35 E.

## Società

### Evoluzione demografica
Al censimento del 2001 la popolazione di Yupia assommava a 721 persone, delle quali 394 maschi e 327 femmine.